# Ultratruita
Ultratruita es un grupo de dark pop español formado a finales de 1980 con miembros procedentes de Basura y La Truita Perfecta, contemporáneo de la Movida madrileña. 
Su estilo, autodefinido como psico-pop, se caracteriza por ritmos cortados a lo Talking Heads, metales nuevaoleros, el uso de violín y unas letras insólitas. Sus miembros más estables en su primera etapa fueron Boris Porter, Joan García -Panotxa-, Jeannette Porter, Mikel y Gat. En su segunda etapa y tras el paso de los bajistas Groc y José Antonio se establecen Susana y Rafa Prieto como miembros estables, En su tercera etapa Susana deja la formación y se integra Carlos como teclista.
Esta formación permanece estable hasta su disolución.
Su maqueta “Herman Brut” (1980) fue una de las más votadas por los oyentes de Radio 3. Entre 1981 y 1982 actuaron en salas como Metro, Magic o Zeleste. También se presentaron a concursos como el de Don Domingo de Radio 3 y el Festival de Benidorm.
Sin el apoyo de la crítica ni de la industria discográfica, Panotxa y Víctor Nubla crearon su propio sello discográfico 'Ddomèstic Records en el que trabajaron Vidi (Distrito 5) y Daniel Jabal (Sonitec). De este modo en julio de 1982 acompañada por los músicos de Ultratruita sale al mercado el single “Sola / Cine de Barrio” (Ddomèstic, 1982) de Maria Lanuit, siendo uno de los primeros trabajos del indie catalán; adelantándose por poco “Chica del Metro” (Flor y Nata, 1982) de Telegrama del recién creado Flor y Nata Records de Ernest Casals.
En ese mismo 1982 entran a grabar en promos los temas “Herman Brut / Ladrones de Pastillas” (Ddomèstic, 1982) que se convertirán en su primer sencillo y segunda referencia de Ddomèstic, con la colaboración entre otros de Martxetes (violín) y Jordi Dum (carillón).
A principios de 1983 Gat  y Jeannette abandonan la banda formando New Buildings. Y en ese mismo 1983, tras un largo paréntesis en Ddomèstic (en el tintero quedarían la edición de trabajos de bandas tan dispares como Distrito 5, Decibelios, Rizzo y Laboratorios Tropicana, con la colaboración como editor fonográfico de Patrick Boissel, sale al mercado el segundo sencillo de la banda “Sangre y Arena / Frío” (Ddomèstic, 1983).
Durante esos años siguen los conciertos. En diciembre de 1984 actúan en Estoc de Pop con los temas “Niños”, “Éste país” y “Conspiració”, siendo 1985 el punto de inflexión que pondrá fin al proyecto, integrándose Boris y Panotxa a El Hombre de Pekín.
En el 2014, Munster Records, ha reeditado un recopilatorio llamado "SOMBRAS. SPANISH POST-PUNK AND DARK POP 1981-1986" con el tema "Sangre y Arena" de Ultratruita además de otros como Parálisis Permanente, Derribos Arias o Décima Víctima.

## Discografía
- Herman Brut (1980)
- Herman Brut / Ladrones de Pastillas (Ddomèstic, 1982)
- Sola / Cine de Barrio (Ddomèstic, 1982)
- Sangre y Arena / Frío (Ddomèstic, 1983)
- Sombras. Spanish Post-punk and dark pop 1981-1986 (Munster Records, 2014)